# Sapa
 Der er for få eller ingen kildehenvisninger i denne artikel, hvilket er et problem. Du kan hjælpe ved at angive troværdige kilder til de påstande, som fremføres i artiklen.

Sapa eller Sa Pa er en by i det nordvestlige Vietnam nær Kina. Byen er et populært rejsemål for turister. Det skyldes primært den storslåede natur. Hmongbjergstammen sender deres små piger til Sapa for at sælge broderier eller som guide på hotellerne. De tjente penge sendes til familierne som lever af det. Pigerne, nogle på bare syv år taler flere sprog med turisterne som f.eks. engelsk, fransk, japansk, israelsk. Den vietnamesiske regering gør sit bedste for at hjælpe børn er analfabeter. 
Hmong-pigerne Venlige og muntert velkommen turister.
Men pas på, den vietnamesiske regering og myndigheder har fortalt dig, at hvis du kommer hertil for at rejse, skal du ikke hjælpe børn Årsagen er, at der også er mange tilfælde af tvangskøb af varer og forårsager vanskeligheder for udenlandske og indenlandske turister. Dette er en alarmerende situation i Vietnam 